# 1240-talet
1240-talet är det decennium som startade 1 januari 1240 och slutade 31 december 1249.

## Händelser
- 15 juli 1240 – svensk förlust vid slaget vid Neva.
- 1240 – Västerås grundas.
- 1247 – Slaget vid Sparrsätra.

## Födda
- 1240 - Benedictus XI, påve 1303-1304
- 1240 - Magnus Ladulås, svensk kung kung av Sverige 1275-1290

## Avlidna
- 1241 - Snorre Sturlasson, isländsk hövding, historiker, författare och skald.
- 1241 - Gregorius IX, påve 1227-1241
- 1241 - Celestinus IV, påve under 16 dagar 1241